# Scream (High School Musical 3: Senior Year)
Scream è il nono singolo della colonna sonora di High School Musical 3. La canzone è in stile moderno-rock.
Dai fan di High School Musical è stata in parte criticata ma apprezzata maggiormente di Bet on It.
La canzone è stata cantata dal protagonista Troy Bolton (Zac Efron).

## Videoclip
Troy, indeciso su che college seguire e depresso per la partenza di Gabriella (Vanessa Hudgens), decide di andare a scuola per sfogarsi.
Troy cammina per i corridoi della scuola e nel frattempo esplode un gran temporale. Qui vengono utilizzati molti effetti speciali, tra cui il giramento del corridoio. La canzone finisce con Troy che è sul palco e grida (Scream!) e scopre che la Signora Darbus (Alyson Reed) e lì e che è stata lei a spedire la domanda di assunzione alla "Julliard".

## Versione italiana
Esiste una versione italiana della canzone intitolata Grido. È stata interpretata da Jacopo Sarno nel ruolo di Troy, stesso ruolo che svolge in High School Musical - Lo spettacolo.